# Aron Beyene
Aron Beyene (* 27. Mai 1985 in Eritrea) ist ein Schweizer Leichtathlet, spezialisiert auf den Sprint.
Aron Beyene startet für Stade Genève. Erstmals machte er bei den Schweizer Meisterschaften 2006 auf sich aufmerksam, als er im 200-Meter-Lauf den zweiten Platz belegte. In den nächsten Jahren war er vor allem in der Halle erfolgreich. Bei den Schweizer Hallenmeisterschaften wurde er 2007 über 200 Meter Zweiter und gewann 2009 und 2010 den Titel. Durch gute Leistungen in der Freiluftsaison 2010 qualifizierte er sich für das Schweizer Team bei den Leichtathletik-Europameisterschaften 2010 in Barcelona. Dort wurde Beyene nur in der 4-mal-100-Meter-Staffel eingesetzt, die in der Aufstellung Pascal Mancini, Aron Beyene, Reto Schenkel und Marc Schneeberger mit einer Zeit von 38,69 s mit neuem Schweizer Rekord den vierten Rang belegte. Seine aktuellen Bestleistungen im 100- und 200-Meter-Lauf stellte er beide in der Saison 2010 auf.
Aron Beyene ist 1,77 m gross, und sein Wettkampfgewicht beträgt 73 kg.

## Erfolge
- 2006: 2. Rang Schweizer Meisterschaften 200-Meter-Lauf
- 2007: 2. Rang Schweizer Hallenmeisterschaften 200-Meter-Lauf
- 2009: Schweizer Hallenmeister 200-Meter-Lauf
- 2010: Schweizer Hallenmeister 200-Meter-Lauf

## Persönliche Bestleistungen
- 60-Meter-Lauf: 6,89 s, 6. Februar 2010 in Magglingen
- 100-Meter-Lauf: 10,58 s, 14. August 2010 in Freiburg im Üechtland
- 200-Meter-Lauf: 21,06 s, 4. Juli 2010 in La Chaux-de-Fonds